# Classic Mac OS
Classic Mac OS（クラシック マック オーエス）、Mac OS（マック オーエス）、System（システム）は、Appleが開発・販売していたオペレーティングシステム (OS)。1984年、Macintoshと共に登場し、グラフィカルユーザインタフェース (GUI) の普及に大きく貢献した。
元々はSystem、Mac OSと称されてきたが、Appleは、Mac OS 9までをClassic Mac OSと総称している。なお、現行のmacOS (OS X, Mac OS X) はClassic Mac OSを基盤としたものではなく、NEXTSTEPの技術を基にしている。

## 概要
当初のMacintoshは、ハードウェアの一部として提供されるToolbox ROM（現在は通常OSで提供される高レベルなAPIを含む）とOSとが、一体化したシステムソフトウェアとして扱われ、Systemと呼んでいた。
Macintosh互換機の登場によりApple自身もMac OSという呼称を使うようになり、System 7.5.1からは起動画面で Mac OSロゴが表示されるようになった。Mac OSという呼び名が通称から正式なものになったのは、1997年1月、Mac OS 7.6がリリースされた時である。互換機の普及とともに、MacintoshのハードウェアとOSを明確に区分する必要が生じたことによる。その後Appleの方針転換により互換機は市場から姿を消したが、Mac OSという名前はその後のAppleのOS製品に引き継がれている。1998年に発売されたiMac以降のMacintoshでは、Toolbox ROMの内容の大半がMac OS側に移されたNew World ROMマシンとなって、ほぼハードウェアから独立したOSとなった。
ビットマップディスプレイとマウスの利用を前提としていること、オーバーラップするマルチウインドウやメニュー操作、マルチスタイルフォントに代表される WYSIWYG 表示など、ゼロックスで1970年代に研究開発されていた暫定Dynabook環境（SmalltalkをOSとして動作するAlto）の多くを盗んだが、Altoでは3つあったマウスボタンをMacintoshでは1つに限って、操作体系を分かりやすく構築し直した。ファイルシステムやドラッグ・アンド・ドロップのファイル操作、国際化に必要な情報を保存するためのリソースとコードの分離、ファイルとアプリケーションソフトウェア（アプリケーション）との関連付け、データ形式に依存しないクリップボード、プルダウンメニューやゴミ箱を発明するなど、今日でも使われている多くの独自のアレンジを加えることで使い勝手を向上させた。暫定Dynabook環境では部分的に隠れたウインドウの再描画もできなかったが、QuickDrawの実装により、これを実現させた。こうした改良により、GUIというものをコンピュータの世界に広く浸透させた。
Macintoshに追随してマウスが付き始めた他のパーソナルコンピュータでは、アプリケーションごとにGUIのデザインの統一性が全くない時代が長く続いた。これは統一されたインフラストラクチャが存在しなかったことによる点が大きい。一方、Macintosh はインフラの提供にとどまらず、「作法」とでも言うべきヒューマン・インタフェース・ガイドラインを定めることで、ひとつのソフトが使えれば、他のソフトも使えるというコンピュータ利用の形態を、パーソナルコンピュータで実現したさきがけとなった。

## 特徴
Mac OSは組版・デザイン・写真・イラストレーションといった分野で好んで利用された。これは、PC/AT互換機では多色高解像度へ満足のいく対応が行われた時期が遅く、それまではMacintoshが事実上唯一の存在であったことが最大の理由である。また、色調管理など多色画像処理に必須とされている機能にも早くから対応しており、完成度の高い WYSIWYG を当初から実現していたことも大きい。
さらにDTPのジャンルに特化したソフトが早くから多く開発・販売されたことが、印刷・出版業界におけるMacの普及に大きく貢献した。アドビシステムズからはPhotoshopやIllustrator、アルダスからはAldus PageMaker（のちにアルダスごとアドビシステムズが買収）、Quark社からはQuarkXPressといった、業務用ソフトウェアがそろっていた。
画像処理を得意とする理由としては、Lisaのためにビル・アトキンソンが中心となって開発したグラフィックルーチンLisaGrafがMacintoshに移植され、 QuickDrawとして初めの機種からROMの状態で搭載された点が大きい。また当初よりある程度先を見て広いメモリ空間を確保しており、いわゆる「640KBの壁」に悩まされていたMS-DOS系システムに比べて大きな画像を扱いやすかったという要素も挙げられる。グラフィックルーチンはMac OS XからPDFをベースとしたQuartzに替わったが、互換性を考慮してMac OS X v10.3まではQuickDraw関連の開発が続行され、Mac OS X v10.4で非推奨となった。
また、サウンド関連の機能が比較的充実していたこともあり（Sound Managerによるところも大きい）、Cubase、Logic Studio、Vision、Digital Performer、Pro Toolsなどのさまざまなソフトや周辺機器（Apple自身も MIDIインタフェースを発売）が発売され、プロのミュージシャンに盛んに利用された。ヤマハやローランドも初心者向けパッケージを発売し、アマチュアの愛用者も多かった。
デスクアクセサリ (Desk Accessory, DA) は、Systemと呼ばれていた頃のMac OSにおいて、使用中のアプリケーションとは別に起動しておける小物的なアプリケーションのことである。
初期のMacintoshはシングルタスクであったため、別のアプリケーションを使用するには一旦終了させなければならない。これは、搭載していたメモリが少なかったことに起因する。
デスクアクセサリは起動と終了の手間を省くための手段として用意された。わずかなメモリしか使わないため、使用中のアプリケーションとは別に起動しておくことができ、このころのMacintoshには欠かせないものだった。サードパーティーからは小物の位置づけであるにもかかわらず多機能なデスクアクセサリが多数開発された。Mac OSにあらかじめ搭載されていたデスクアクセサリもある。Mac OS 9まで残された「計算機」や「スクラップブック」がそうである。
デスクアクセサリを使用するためには、まず「Font/DA Mover」と呼ばれるユーティリティソフトウェアでシステムにインストールする。インストールしたデスクアクセサリはAppleメニューから起動できるようになる。
System 7でMacが疑似マルチタスクになるとデスクアクセサリは単なる一アプリケーションとなり、Font/DA Moverも姿を消した。Appleメニューはアプリケーションやファイルを起動するためのランチャーとなった。Mac OS 9まではデスクアクセサリのランチャーであったことの名残だということがうかがえる。

## 開発
ジェフ・ラスキンは1978年後半に普通の一般人をターゲットにした使いやすくて安いコンピュータを目標にMacintoshプロジェクトを立ち上げた。ラスキンは1979年9月にプロトタイプを開発できるエンジニアを探した。リサのチームに所属していたビル・アトキンソンは、その年の上旬に入社していたサービス技術者のバレル・スミスを紹介した。
AppleはMacintoshのコンセプトとして、ユーザーがオペレーティングシステムの存在をなるべく意識しなくても済むことを目指していた。他のOSではOSに対する知識がなければできないような基本的なタスクを、Macintoshではマウスとアイコンの操作により実現できた。MS-DOSなどの当時のOSはテキスト入力形式のコマンドラインインターフェイスを採用しており、これとは一線を画していた。
1981年1月にスティーブジョブズがMachintoshプロジェクトを引き継いだ。LisaとMachintoshのプロジェクトが始まってから3か月後の1979年12月に、ジョブズとAppleのエンジニアたちはXeroxのパロアルト研究所を訪問した。パロアルト研究所で斬新なGUI技術を開発しているとの話をラスキンらパロアルト研究所の元研究者たちから聞いたジョブズは、Appleの株を提供する見返りとして、Xerox Altoの実物と、Smalltalkの開発環境を視察する約束を取り付けた。商品化されたLisaやMacintoshはXerox Altoのコンセプトをベースにしているが、メニューバー、プルダウンメニュー、ドラッグアンドドロップ、ドラッグによるウィンドウサイズ変更などの直感的な操作など、グラフィカルユーザーインターフェイスの要素の大半はAppleが独自に開発した。
IBM PCには起動テスト (POST) や基本入出力システム (BIOS) のために8KBのROMが搭載されていたが、MacのROMは64KBとかなり大きく、OSのコアとなるコードを格納していた。オリジナルのMac ROMの大半は、Machintosh開発初期メンバーの1人であるアンディ・ハーツフェルドが開発した。天才的なプログラミングのトリックとハッキングにより最適化されたプログラムをアセンブリ言語で記述し、貴重なROMスペースを節約した。彼はROM以外にも、カーネル、 Macintosh Toolbox、複数のデスクトップアクセサリ (DA) も開発した。フォルダやアプリケーションのアイコンは、後にマイクロソフトでWindows 3.0のアイコンをデザインしたスーザン・ケアがデザインした。ブルース・ホーンとスティーブ・キャップスはMacintosh Finderの他にも、たくさんのMacintoshシステムユーティリティを開発した。
Appleはこのマシンを積極的に売り込んだ。発売されるとニューズウィーク誌の1984年11月/12月号で39ページ全ての広告スペースを買い切った。洗練されているが高額な前期種のLisaを売り上げですぐに超えた。AppleはすぐにMacWorksを開発した。これはLisa用のMacintoshエミュレーターで、Macintosh XLとして販売されて開発が終了するまでにSystem 3までのアプリケーションを使用できた。LisaのOSに含まれていた先進的な機能の多くはMachintoshのOSがSystem 7になるまで実現されなかった。

## 仕様

### 互換性
Mac OSの初期バージョンは、モトローラ68000系のMacintoshでのみ動作した。AppleはPowerPCハードウェアを搭載したコンピュータを開発し、OSもPowerPCに移植された。Mac OS 8.1は68000プロセッサ (68040) で動作する最後のバージョンだった。
PowerPC G3ベースのシステムより前は、システムのコア部分がマザーボード上の物理ROMに格納されていた。初代Machintoshに搭載されていたRAMはわずか128KBだけで、OSがこれを使い切ってしまわないようにすることがROMを実装した元々の目的だった。またテキストオンリーのコンソールやコマンドラインがなくてもグラフィカルユーザーインターフェイスだけで低レベルな操作ができるように設計されていた。ディスクドライブが見つからないなどのエラーが起動時に生じると、アイコン、ビットマップフォントのChicago、チャイム音、ビープ音などでユーザーに通知した。対照的にMS-DOS機やCP/M機では黒地の等幅フォントでメッセージが表示され、入力としてマウスではなくキーボードが求められた。このような優れた機能をハードに近い低レベルのレイヤーから利用するため、初期のMac OSはマザーボードに搭載されたROMに含まれるシステムソフトウェアに依存する形になっており、これはまたApple純正のコンピュータや、Appleの著作物であるROMを用いた正規の互換機のみでMac OSが動作することを保障するのにも役立った。

#### Macintosh互換機
複数の互換機メーカーがMac OSを実行できるMacintosh互換機を数年にわたり開発した。1995年から1997年にAppleはMacintosh ROMをPower Computing、UMAX、モトローラなどの企業へライセンス供与した。これらのマシンでは通常はカスタム版のMac OSが動作した。スティーブ・ジョブズが1997年にAppleへ復帰すると互換ライセンスの提供は終了した。
Macintosh互換機のサポートはSystem 7.5.1で最初に発表され、オリジナルの起動アイコンであるHappy MacをもとにしたMac OSのロゴが初めて使われた。Mac OS 7.6からは名称をSystemからMac OSに変更した。この名称変更はOSがApple純正のMachintosh専用ではないことを示すために実施された。

### ファイルシステム
Macintoshが最初に採用したMachintosh File System (MFS) はサブフォルダのないフラットなファイルシステムだった。発売直後の1985年にはきちんとディレクトリに対応したHierarchical File System (HFS)に置き換えられた。両者には互換性があった。改良版であるHFS Plus（"HFS+"または"Mac OS Extended"）が1997年に発表されて1998年に提供された。
DOS、Windows、Unixなどのほとんどのファイルシステムにはフォークが1つだけしかない。一方MFSやHFSにはファイルにフォークが2つある。データフォークには、ドキュメントのテキストや画像ファイルのビットマップなど、他のファイルシステムのファイル内容にあたる情報が含まれる。リソースフォークには、メニュー定義、グラフィック、サウンド、他のシステムのファイル形式に組み込まれるコードセグメントなど、構造化されたデータが含まれる。実行可能ファイルは空のデータフォークを持つリソースのみ、データファイルはリソースフォークのないデータフォークのみとなる場合がある。ワードプロセッサのファイルは、データフォークにテキストを、リソースフォークにスタイリング情報を含めることができるため、スタイリング情報を読めないアプリケーションでもテキストデータを読むことができる。
一方でこのようなフォークを使った仕組みは他のOSとのデータ共有に問題が生じた。Mac OSのファイルをMacintosh以外のOSにコピーすると、デフォルトではファイルからリソースフォークが失われる。大半のデータファイルは、ウィンドウのサイズや位置など欠落しても大きな支障がない情報しかリソースフォークに保存していないが、実行ファイルはリソースフォークが失われると動作しなくなる。BinHexやMacBinaryなどのエンコード処理により、ユーザーは複数のフォークを1つのデータにしたり、逆に1つのデータから複数のフォークに展開してMac OSで使えるようにしたりできた。

## 歴史
1986年のMacintosh Plusの登場から、1997年にMac OSに名称変更されるまで、Systemのアプリケーション群を日本語表示に対応させ、日本語フォントや日本語入力システム（当初はFEPであり、インプットメソッドではない）を同梱するなど日本市場向けに設計されたオペレーティングシステムを漢字Talk（かんじトーク）と呼称した。
技術の進歩に伴いMac OSも様々な変化を遂げている。その系譜は概ねSystem 6までと、System 7、Mac OS 8およびMac OS 9の3つの時期に分かれる。

### System 1 - 4
Appleは家電製品のようなシンプルなコンピュータを開発することを目指しており、OSとハードを明確に区別していなかった。このためOSの初期バージョンには明確な名前がなかった。ソフトウェアはユーザーから見て、システムファイルと、デスクトップの表示も担うファイル管理ツールのファインダーの2つで構成されているように見える。この2つのファイルはシステムフォルダというラベルが付いたディレクトリに入っている。このディレクトリにはプリンタドライバなどシステムの操作に必要なリソースファイルが含まれている。OSのバージョンナンバーはこれら2つのファイルのバージョンナンバーに基づいている。
画面は白黒ベースで基本的にシングルタスクのOSであり、QuickDrawの採用により、ハードウェアによるアクセラレーションなしでGUI OS環境を実用的な速度で動作させることができた。ファイルシステムは、初期ではMacintosh File Systemであったが、512KeやPlusに搭載された 128KBのToolbox ROMおよびSystem 3.1よりHFSを採用した。今から見れば非常に貧弱な機能しか持たないが、それでも驚くべきことに初代 MacintoshのToolbox ROMはわずか64KBにおさめられ、128KBのメインメモリ上ですべての機能が動作した（もっとも128KBでは実用上厳しいほどメモリが不足していたため、すぐに512KB モデルへのアップデートが行われた）。当時の限られたハードウェア上で動作させるため性能的には多くの制約があり、メモリを節約するために完全なシングルタスクを前提として設計されたToolbox APIは後のMac OSの発展の足枷となることになる。
- System 1.0、1.1、2.0ではMachintosh File System (MFS) というディレクトリのないファイルシステムを採用していた。Finderにはファイルを整理できるフォルダがあるが、このフォルダは仮想的なものであり、他のアプリケーションからは見えず、実際にはディスク上に存在していなかった。
- System 2.0では、AppleTalkをサポートし、これを用いたLaserWriterが新たに導入された。
- System 2.1 (Finder 5.0) ではディレクトリ機能を持つHierarchical File System (HFS) が採用された。Hard Disk 20をサポートする目的で開発され、HFSはRAM上に実装された。起動ディスクやほとんどのフロッピーディスクは400KBのMFSのままだった。
- System 3.0 (Finder 5.1) がMacintosh Plusから導入された。公式にHFSが採用され、起動ディスクは800KBで、SCSIやAppleShareなどの新技術が導入されたほか、削除したいファイルをドロップされたゴミ箱のアイコンが膨らむようになった。Mac OSという名称ではなく漢字Talkとして日本語版に対応した。
- System 4.0がMacintosh SEで採用され、System 4.1がMacintosh IIで採用された。これらの新機種では初めて拡張スロットのApple Desktop Bus (ADB) が搭載され、ハードディスクが内蔵されたほか、Macintosh IIは外付けカラーディスプレイに対応し、モトローラの68020プロセッサを採用した[12]。

これらのバージョンではデスクアクセサリーを除き1度に1つのアプリケーションしか実行できない。Multi-MacやSwitcherなどの特別なアプリケーションシェルを使えば複数のアプリを走らせることが可能だった。見た目が進化している場合はFinderのバージョンナンバーも変更されており、1.x、4.x、5.x、6.xなどのメジャーバージョンアップ時に大きな差がみられた。
Appleは1990年代後半になってこれらの古いリリースにバージョンナンバーを遡及して割り当てた。

### System 5
1987年後期にAppleはApple Macintosh System Software Update 5.0のタイトルでパッケージを公開した。49ドルの価格で800KBのフロッピーディスク4枚の形態で販売され、MachintoshのOSが小売販売されたのはこの時が初めてだった。ソフトウェアはユーザーグループやネットの掲示板などでも引き続き無料で配布された。製品の箱にはバージョン 5.0と表記されていたが、このバージョンナンバーは画面のどこにも表示されなかった。4枚のディスクのうち、システムツール1、システムツール2、ユーティリティ1の3枚はいずれも起動可能で、ユーザーは使いたいツールが含まれているディスクから起動できた。例えばプリンタドライバが入っているのはシステムツール2だけであり、Disk First AidやApple HD SC Setupが入っているのはシステムツール1だけだった。これらのディスクにはシステムツールズと書かれていたことから、ユーザーやマスコミはこのバージョンをシステムツールズ5.0と呼ぶことが多かった。
System 5の最も大きな変更点は複数のプログラムを同時に実行できる機能拡張のMultiFinderを搭載したことだった。OSはノンプリエンプティブな設計だった。この設計ではフォアグラウンドアプリケーションが制御を返した時だけバックグラウンドアプリケーションが動作できた。アプリケーションはイベントを処理するためにOSの関数を呼び出しており、OSの関数が勝手に制御を返すようにすることで、既存のアプリケーションの大半は修正せずとも自動的にバックグラウンドのアプリケーションとCPU時間を共有できた。MultiFinderを使用しない選択も可能だった。この場合は複数のアプリケーションを同時に実行できなかった。1990年にInfoWorld誌が実施したテストでは、PCとMacで4つのマルチタスク処理をテストし、MultiFinderを高く評価したが、一方でSystem 6上のMultiFinderを使わないシングルタスク構成と比べてファイルの転送や印刷の速度が半分になったことを指摘した。

### System 6
商品パッケージ名称のSystem Softwareのバージョン表記と、Systemファイルのバージョンが（日本語版は漢字Talk のバージョンも）同一になった。System 4までと同じく、画面は白黒ベースで基本的にシングルタスクのOSだが、MultiFinderが用意され、疑似マルチタスク環境が利用できるようになる。32ビットQuickDrawの登場により、24ビットフルカラーが扱えるようになる。TrueTypeが採用され、QuickTimeの登場によりマルチメディアデータを扱う環境が整う。ちなみにSystem 5というバージョンはない。これはSystem 6において、FinderとSystem自体のメジャーバージョンを統一するという方針によるものであった 。2011年にはシステムクロックの表示がリセットされてしまう。最終バージョンは、System 7リリース後に配付されたSystem 6.0.8Lである。

### System 7
コードネーム:Blue, Big Bang。システム全般が大幅に改良・強化され、Macは本格的なマルチメディア時代に踏み出した。システムが32ビットクリーンになった（機能拡張〈INIT〉ファイル等には24ビットアドレッシングが残ったものもあった）。32ビットQuickDrawやMultiFinderの疑似マルチタスク機能がシステムに全面統合され、QuickTimeも標準で付属するようになった。画面のデザインがカラー化され、ラベル機能など色を生かしたインタフェースが搭載された。仮想メモリの搭載により最大 4GB のメモリ空間にアクセスできるようになり、巨大な画像データや動画ファイルを扱う条件が整う。Open Scripting Architectureの採用によりアプリケーション間通信の機構が整備され、AppleScriptによる自動操作を実現した。ファイル共有やドラッグ・アンド・ドロップの標準化も行われ、その後のMac OSの原型となったバージョンである。
System 7.1
コードネーム:Cube-E, I Tripoli。WorldScriptが搭載され2バイト言語が利用出来るようになり、多言語対応が始まり、中国語や韓国語など「漢字Talk」として既に対応していた日本語以外のCJKVマルチバイト言語にもMac OSとして対応した、なお漢字文化圏ではあるがMac OSとしての対応であり漢字Talkの名称は用いられていない。フォント管理はFont/DA Moverからフォントフォルダによる管理に移行し、日本語版にあたる漢字Talk 7 リリース 7.1ではことえりの最初のバージョンが搭載された。中国語や韓国語のなどCJKVのフォントが追加された。その後は機能拡張ファイルを追加することにより、音声認識、テキスト読み上げ、発行と引用などの最新技術が順次投入された。 System 7.1.2ではPowerPCへの対応をはたし、従来の68000コードを動的に変換して実行する機構 (Dynamic Recompilation Emulator) を搭載、PowerPCへのスムーズな移行を実現した。
System 7.5
コードネーム:Mozart, Capone。ウインドウシェードやメニューバーの時計、コントロールバーなどサードパーティーのアクセサリで実現されていた機能が標準で付属するようになった。MPUが68030以前のモデルでは最終バージョンとなり、日本語版の「漢字Talk」の最終バージョンでもある。また、ネットワーク機能も強化され TCP/IPクライアント機能を標準で備えるようになり、PowerTalkによる柔軟なネットワーク機能を実現した。その後のマイナーアップデートでは、次世代の Copland OSをにらんでQuickDraw GX、QuickDraw 3D、OpenDoc、Java仮想マシンといった新技術が次々盛り込まれた。こうした機能の強化のうち多くはシステムフォルダ内の機能拡張・コントロールパネルフォルダに新しいファイルを追加されることで行われ、システムは肥大化した。680x0からPowerPCへの橋渡しの役目を担う System 7.5.2は、改良されたコード変換機構を搭載し 68000コードの実行性能が向上した半面、新機能の Open Transport をはじめとしてバグが多くシステムが不安定であった（その後のSystem 7.5.3、System 7.5.3 Release 2とSystem 7.5.5にて不具合の多くは解消される）。
Mac OS 7.6
1997年1月発表、コードネーム:Harmony。それまでの通称であったMac OSという名称が正式な製品名となった。また、日本語版の「漢字Talk」という独自名称も廃止されMac OSに統合された。仮想メモリシステムが改良され、最大4TBのボリュームがサポートされた。OpenDocやOpen Transportのアップデート、インストーラや機能拡張マネージャの機能強化も行われた。なお、Mac OS 7.6以降〜9.2.2の起動画面やmacOSのFinderに使われているフェイスアイコンはLauralee Albenによるデザイン。
Mac OS 7.6.1
1997年5月1日から配付されたMac OS 7.6用のアップデータである。無償ダウンロード以外にクラリス株式会社からCD-ROMも販売された。

### Mac OS 8
1996年12月20日のAppleがNeXT買収発表後のWWDC '97で発表されたRhapsody計画（後のMac OS X Server 1.0）を経て、2000年のMacworld Expo/San FranciscoでMac OS X（後のOS X）が発表され、それまでのつなぎとしてシステムの近代化、インターネットへの親和性強化が図られる。Coplandプロジェクトで開発されたもののうち、使えそうな技術から順次採用を進め、半年ごとにマイナーアップデートとメジャーアップデートを繰り返すという方針が発表された。
Mac OS 8.0
コードネーム:Tempo。Finderが刷新され、デスクトップピクチャの実装、プラチナアピアランス化により、インタフェースがCoplandとほぼ同様のものに変わった。Finderはマルチスレッド化され、ゴミ箱を空にしたりファイルをコピーしている最中でも、Finderでほかの作業ができるようになった。また、フォルダナビゲーション、ポップアップウインドウといった Copland由来の機能がインタフェースに追加され、コンテキストメニューが標準採用された。インターネットへの接続アシスタントやWebサーバ機能、インターネットスイートのCyberdog 2.0が付属するようになった。根本的な機能の刷新は先送りにされたものの、久々の新OSの登場はCoplandを待ち望んでいたユーザに歓迎された。プラチナアピアランスはMac OS最後のバージョン9.2.2まで引き継がれた。
Mac OS 8.1
コードネーム:Bride of Buster。新しいファイルシステムとして HFS Plus が利用できるようになり、Internet Explorer for Macが標準ブラウザ、Outlook Expressが標準メールクライアントとなった。
Mac OS 8.5
コードネーム:Allegro。PowerPC専用となり、よりPowerPCへ最適化された。開く／保存ダイアログの刷新（ナビゲーションサービス）、Sherlock によるファイル内容の検索、ATSUIによるフォント環境の改善、新しいヘルプビューアなどの機能が搭載された。新しいアピアランスマネージャを搭載し、画面上の文字表示にアンチエイリアスがかかるようになり（アンチエイリアスをオフにすることも可能）、フルカラーのアイコンもサポート、より重厚なアピアランスとなった。
Mac OS 8.5.1
1998年12月21日 から配付されたMac OS 8.5用のアップデータである。メモリーエラ−やメモリーリークなどの修正を含む。
Mac OS 8.6
コードネーム：Veronica。省エネルギー機能の向上、マルチプロセッサ対応の改善など、様々な機能の改良が行われた。USBのサポートも強化された。

### Mac OS 9
Mac OS Xへの橋渡しの役割を担ったバージョンであり、アプリケーションパッケージや Carbonlib など、Mac OS Xとの互換性を意識した機能が盛り込まれた。最後のバージョンとなった Mac OS 9.2.xはMac OS直系の到達点として高い完成度を持っている。
なお、Mac OS 9.0はMac OS 9.2.2までアップデートできる。2012年5月現在、日本語版の 9.0.4 へのアップデータは入手可能だが、それ以外はダウンロードページへのリンクが正常に機能しなくなっていて入手不可能になっている。
Mac OS 9
コードネーム:Sonata。特にインターネットを意識した機能強化がなされた。TCP/IPによるファイル共有、キーチェーン、ファイルの暗号化、音声認識によるログイン、ソフトウェアの自動アップデート、疑似マルチユーザ機能、Language Kit による多言語サポートの強化など 50 以上の新機能を搭載した。
Mac OS 9.0.x
コードネーム:Duet, Minuet。iMac (slot-loading) 向けの対応とバグフィックスが中心のリリース。9.0.4 へのアップデータも公開され、9.0.2、9.0.3の存在が知られている。
Mac OS 9.1
コードネーム:Fortissimo。旧Mac OSとして最後の単体パッケージ販売された製品。アップデータも公開された。Finder のメニューバーに「ウィンドウ」メニューが追加され、ディスクアクセススピードが向上するなどシステム内部に多くの改良がされた。
Mac OS 9.2
コードネーム:Moonlight。
Mac OS 9.2.1
コードネーム:Limelight。旧Mac OSとして最後の単体インストールCD-ROMが Mac OS X v10.1 のバンドルとしてリリースされた。アップデータも公開された。
Mac OS 9.2.2
コードネーム:Starlight。Power Mac G4 (Mirrored Drive Doors 2003) を起動できる旧Mac OSであり、Classic環境向けとしても最後のリリース。アップデータも公開された。

## Mac OS Xへの移行
macOS (当初はMac OS X、2012年から2016年まではOS X）は、Appleの2021年1月時点のMac用OSであり、2001年にClassic Mac OSの後継OSとして登場した。Mac OSのバージョン10として宣伝されていたが、Classic Mac OSとは全く別のOSである。
Classic Mac OSの設計を引き継いだ後継OSはMac OS 9であり、そのさらなる後継は存在しない。Classic Mac OSと異なりUnixベースのOSで、AppleがNeXT社を買収してスティーブ・ジョブズがAppleのCEOに復帰した際に、1980年代後半から1997年までに開発されたNeXTがNeXTSTEPを経てからmacOSになった。macOSはBSDのコードやXNUカーネルも利用しており、そのコア部分はAppleのオープンソースプロジェクトであるOSのDarwinがベースになっている。
最初はサーバ用OSのMacOS X Server 1.0として1999年にリリースされた。Classic Mac OSのプラチナスアピアランスが踏襲されており、部分的にはOPENSTEPの名残もあった。デスクトップ版のMacOS X 10.0が続けて2001年3月24日にリリースされ、このバージョンから初めてAquaユーザインタフェースが採用された。これ以来複数のバージョンがリリースされている。Mac OS Xは2012年にOS Xに、2016年にmacOSに改名された。
従来のMacユーザーの多くがMac OS Xへアップグレードしたが、ユーザフレンドリーではない部分がある、旧Mac OSの機能が完全に再現されていない、同じハード（特に旧機種）で遅い、旧OSとの互換性が不完全など、最初の数年は批判に晒された。旧Mac OS用のドライバ（プリンタ、スキャナ、タブレットなど）はMac OS Xと互換性がなく、Mac OS Xで古いOS用のプログラムを動かすためのClassic環境がきちんとサポートされず、1997年以前のマシンをサポートしておらず、Macintoshユーザの一部はMac OS Xがリリースされた後も数年間にわたりClassic Mac OSを使い続けた。スティーブ・ジョブズは2002年のWWDCでMac OS 9の葬式を開催してMac OS Xへのアップグレードを人々に促した。

### Classic
Mac OS XのPowerPC版は旧Macのアプリを動かす互換レイヤーであるClassic環境をMac OS X 10.4 Tigerまでサポートしていた。元々はブルーボックスのコードネームで開発され、Mac OS Xのアプリケーションとして動作し、Mac OS 9のバージョン9.1以降の実行環境をほぼ再現していた。Mac OS XのCarbon APIに移植されていないアプリケーションをMac OS Xで実行できた。ほぼシームレスに動作したが、ClassicアプリケーションはMac OS 9の見た目のままで、Mac OS XのAquaな外観にはならなかった。
New World ROMを搭載したPowerPCベースのMacは当初、Mac OS 9.2に加えてMac OS Xを同梱した。Mac OS X 10.4以降からは旧OSがプリインストールされなくなり、旧OSを使いたいユーザーはMac OS 9.2を別途手動でインストールする必要があった。Classic Mac OS用に書かれたアプリケーションで行儀のよいものは新OSでもほぼ動作し、ハードウェアに依存した処理がなく、全てOSを通してハードを操作するソフトウェアだけが互換性を保証された。Mac OS 9はx86で動作しないため、IntelベースのMacではClassic環境を使用できない。